# Inter caetera

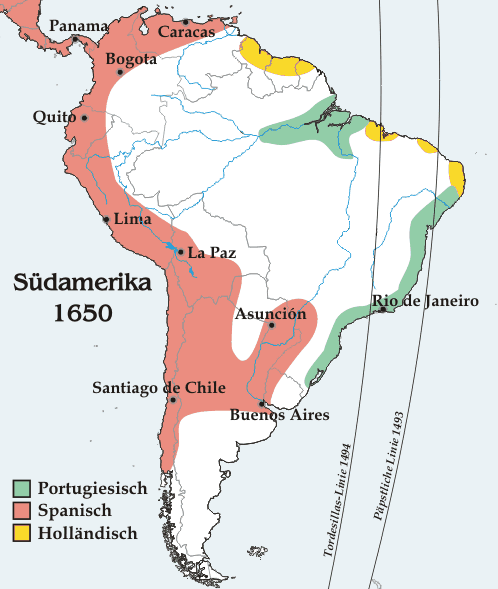
Bản đồ Nam Mỹ; kinh tuyến bên phải được vạch ra bởi Inter caetera, còn kinh tuyến bên trái là theo Hiệp ước Tordesillas. Bản đồ vẽ biên giới các quốc gia và đánh dấu các thành phố hiện nay nhằm mục đích minh hoạ.

Inter caetera (tiếng La-tinh nghĩa là "Giữa các việc khác") là một tông sắc được Giáo hoàng Alexander VI ban hành vào ngày 4 tháng 5 (quarto nonas maii) năm 1493, ban cho hai vị Quân chủ Công giáo là quốc vương Ferdinand II của Aragon và nữ vương Isabella I của Castile tất cả đất đai ở "phía tây và phía nam" đường kinh tuyến cách 100 league về phía tây và phía nam của quần đảo Azores hoặc Cape Verde.
Cho đến nay vẫn chưa rõ liệu giáo hoàng có ý định "hiến tặng" chủ quyền hay tấn phong tước vị. Các cách giải thích khác nhau đã được tranh luận kể từ khi tông sắc được ban hành, một số người cho rằng nó chỉ nhằm biến việc chiếm hữu và chiếm đóng đất đai thành chủ quyền hợp pháp. Những người khác, bao gồm hoàng gia Tây Ban Nha và các conquistador, giải thích nó theo nghĩa rộng nhất có thể, suy luận rằng nó mang lại cho Tây Ban Nha chủ quyền chính trị đầy đủ.
Inter caetera và các tông sắc liên quan khác, gồm có Dudum siquidem, tạo thành Bộ tông sắc Hiến tặng (Bulls of Donation) mà Giáo hoàng Alexander VI ban hành.  Trong khi những tông sắc này nhằm mục đích giải quyết các tranh chấp giữa Tây Ban Nha và Bồ Đào Nha, chúng đã không xét đến tham vọng thám hiểm và tìm kiếm thuộc địa của các quốc gia khác, điều này trở thành một vấn đề lớn sau khi diễn ra Cải cách Kháng nghị.